# Pokémon Puzzle League
Pokémon Puzzle League é um jogo da série Pokémon para Nintendo 64 baseado no famoso Panel de Pon. É o primeiro e único jogo a ter os personagens do anime como Ash Ketchum e Tracey e também o único game da série a não ser lançado no Japão.
Ele é baseado em jogos de quebra-cabeças Nintendo  Puzzle League ', mas com semelhanças Pokémon. Ele só estava disponível na América do Norte a partir de 2000, e na Europa em 2001, tornando-se o primeiro jogo Pokémon produzido para a América do Norte. É um dos vários jogos Pokémon baseados no anime Pokémon (Pokémon) e apresenta Ash Ketchum e outros personagens do anime. O jogo foi lançado no Virtual Console em 5 de maio de 2008, na região da América do Norte, e em 30 de maio de 2008, na região da Europa.

## Gameplay
Semelhante a Pokémon Puzzle Challenge, o jogador podia trocar dois blocos de lugar na horizontal para formar três, quatro ou cinco blocos da mesma cor na horizontal ou na vetical. O jogador escolhe um personagem para jogar e um de seus três Pokémon.

### Personagens e Pokémon
Abaixo todos os personagens do jogo e seus Pokémon jogáveis:
| Trainer                                | Trainer's Pokémon                                           |
| -------------------------------------- | ----------------------------------------------------------- |
| Ash Ketchum                            | Pikachu, Squirtle, Bulbasaur                                |
| Gary Carvalho                          | Nidoran♀, Growlithe, Krabby                                 |
| Misty                                  | Horsea, Psyduck, Staryu                                     |
| Brock                                  | Vulpix, Geodude, Zubat                                      |
| Tracey Sketchit                        | Marill, Venonat, Scyther                                    |
| Equipe Rocket (Jessie, James e Meowth) | Weezing, Arbok, Golbat                                      |
| Giovanni                               | Persian, Sandslash, Nidoking                                |
| Mewtwo                                 | Pikachu Clonado, Squirtle Clonado, Bulbasaur Clonado        |
| Lt. Surge                              | Raichu, Jolteon, Magneton                                   |
| Sabrina                                | Abra, Hypno, Alakazam                                       |
| Erika                                  | Tangela, Weepinbell, Gloom                                  |
| Koga                                   | Venomoth, Voltorb, Golbat                                   |
| Blaine                                 | Arcanine, Charmeleon, Magmar                                |
| Ritchie                                | Sparky, o Pikachu, Zippo, o Charmander, Happy, a Butterfree |
| Lorelei                                | Cloyster, Dewgong, Poliwhirl                                |
| Bruno                                  | Onix, Hitmonchan, Primeape                                  |
| Gary (após ser campeão)                | Nidoking, Arcanine, Kingler                                 |

## Modos de jogo
Há dois modos de jogo em Pokémon Puzzle League. Jogando sozinho, há várias dificuldade que vão desde o Super Fácil até Super Difícil, derrotando vários treinadores pelo caminho. As dificuldade são:
- Super Easy Mode
- Easy Mode
- Normal Mode
- Hard Mode
- Very Hard Mode
- Super Hard Mode

A ordem dos treinadores desafiados pelo caminho é a seguinte:
- Gary
- Brock
- Misty
- Lt. Surge
- Erika
- Koga
- Sabrina
- Blaine
- Tracey
- Equipe Rocket
- Giovanni (último adversário até o Easy Mode)
- Ritchie
- Lorelei
- Bruno (último adversário no Normal Mode)
- Gary de novo (último adversário no Hard Mode)
- Mewtwo (último adversário no Very Hard Mode e no Super Hard Mode)

## Vozes
Como havia personagens do anime, os dubladores deram suas vozes aos personagens:
| Ator               | Papel                           |
| ------------------ | ------------------------------- |
| Veronica Taylor    | Ash Ketchum/Délia Ketchum       |
| Jimmy Zoppi        | Gary Carvalho                   |
| Rachael Lillis     | Misty/Jessie/Jigglypuff         |
| Eric Stuart        | Brock/James/Squirtle            |
| Ted Lewis          | Tracey Sketchit/Giovanni/Blaine |
| Ikue Ohtani        | Pikachu                         |
| Maddie Blaustein   | Meowth/Lt. Surge/Bruno          |
| Phillip Bartlett   | Mewtwo                          |
| Tara Jayne         | Ritchie/Bulbasaur               |
| Lisa Ortiz         | Sabrina                         |
| Leah Applebaum     | Erika                           |
| Kathleen Delaney   | Lorelei                         |
| Stan Hart          | Professor Carvalho/Koga         |
| Megan Hollingshead | Enfermeira Joy/Policial Jenny   |

## Recepção
Pokémon Puzzle League recebeu críticas geralmente positivas da mídia, marcando 81/100 em Metacritic, e 82.65% no GameRankings. Electronic Gaming Monthly deu ao jogo um 9,2 / 10, notando sua semelhança com  Tetris Attack , e chamando-o de "altamente viciante". IGN avaliou o jogo 8.9 / 10, afirmando "Estou totalmente viciado e emocionado com a Pokémon Puzzle League."

## Pokémon Puzzle League Channel
Pokémon Puzzle League foi relançado no Virtual Console do Nintendo Wii no dia 5 de Maio de 2008 nos Estados Unidos e na Europa no dia 30 de Maio do mesmo ano.Não há previsão para o lançamento do jogo no Japão.